# Neobisium patrizii
Neobisium patrizii är en spindeldjursart som beskrevs av Beier 1953. Neobisium patrizii ingår i släktet Neobisium och familjen helplåtklokrypare.

## Underarter
Arten delas in i följande underarter:
- N. p. patrizii
- N. p. romanum